# Comuna de Strzelno
Strzelno (polaco: Gmina Strzelno) é uma gminy (comuna) na Polónia, na voivodia de Cujávia-Pomerânia e no condado de Mogileński. A sede do condado é a cidade de Strzelno.
De acordo com os censos de 2004, a comuna tem 12 298 habitantes, com uma densidade 66,4 hab/km².

## Área
Estende-se por uma área de 185,28 km², incluindo:
- área agricola: 66%
- área florestal: 25%

## Demografia
Dados de 30 de Junho 2004:
|                      | Total   | Total | Mulheres | Mulheres | Homens  | Homens |
| -------------------- | ------- | ----- | -------- | -------- | ------- | ------ |
|                      | pessoas | %     | pessoas  | %        | pessoas | %      |
| População            | 12 298  | 100   | 6267     | 51       | 6031    | 49     |
| Densidade (pop./km²) | 66,4    | 100   | 33,8     | 33,8     | 32,6    | 32,6   |

De acordo com dados de 2002, o rendimento médio per capita ascendia a 1554,77 zł.

## Comunas vizinhas
- Inowrocław, Janikowo, Jeziora Wielkie, Kruszwica, Mogilno, Orchowo, Wilczyn